# Tibo Chávez
Tibo Juan Chávez (1912-1991) fue un abogado, político y juez estadounidense miembro del Partido Demócrata. 

## Biografía
Chávez obtuvo un bachiller universitario en letras de la Universidad de Nuevo México y una licenciatura en derecho en el Centro de Derecho de la Universidad de Georgetown. Durante la Segunda Guerra Mundial, se desempeñó en la embajada de Estados Unidos en Chile. Luego, Chávez regresó a Nuevo México y fue elegido para el Senado de Nuevo México en 1948. Sirvió hasta 1950, después de lo cual fue seleccionado para servir como vicegobernador de Nuevo México. En 1954, Chávez fue elegido nuevamente para el Senado de Nuevo México, sirviendo hasta 1974. Chávez fue candidato en las elecciones para gobernador de Nuevo México de 1974, quedando segundo en las primarias demócratas. Desde 1979 hasta su muerte en 1991, se desempeñó como juez de un tribunal de distrito. Chávez también era dueño de una práctica legal privada, que todavía es operada por sus hijos.
Después de su muerte, los papeles de Chávez fueron donados al campus de Valencia de la Universidad de Nuevo México en Los Lunas, Nuevo México.
| Predecesor: Joseph Montoya | Vicegobernador de Nuevo México 1951-1955 | Sucesor: Joseph Montoya |